# 힌남노 국립보호구역
힌남노 국립보호구역(라오어: ຫີນຫນາມຫນໍ່, 영어: Hin Namno National Park)은 라오스 캄무안주에 있는 자연 보호 구역이다. 면적은 94,000ha(360제곱마일)이며, 북쪽으로는 라오스의 나카이남턴 국립보호구역과 맞닿아 있고, 동쪽으로는 베트남의 퐁냐깨방 국립공원과 국경을 사이에 두고 맞닿아 있다. 2020년 1월 국립보호구역으로 지정된 뒤로 농림부가 관리한다. 라오스어 발음은 힌남너에 더 가깝다. 2022년 이 이름을 딴 태풍이 대한민국을 강타했다.

## 생태
힌남노에는 1,520종의 관다발식물과 536종의 척추동물이 서식한다. 특히 멸종 위기 동물인 붉은정강이두크, 프랑수아랑구르, 자이언트문착 등이 살고 있다.